# Alain Paquet
Alain Paquet (né le 17 avril 1961 à Québec) est un économiste et homme politique québécois. Élu député de Laval-des-Rapides lors de l'élection de 2003, et réélu en 2007, puis en 2008, il devient ministre délégué aux Finances le 3 février 2011, et ministre responsable des régions de Laval, de Lanaudière et des Laurentides le 25 mai 2012.
Défait à l'élection générale de 2012, il retourne se consacrer à l'enseignement de l'économie à l'Université du Québec à Montréal.

## Formation et carrière professionnelle
Titulaire d'un doctorat à l'université de Rochester, New York (1989), Alain Paquet est économiste et professeur titulaire de sciences économiques à l'Université du Québec à Montréal.
Il est connu en qualité de chercheur et de consultant auprès de plusieurs organismes publics et privés au Canada et dans le monde.

## Mandats
Il est notamment membre du conseil d'administration de l'Association des consommateurs du Québec de 1990 à 1997, et président de cette institution de 1991 à 1994.
Alain Paquet est député libéral à l'Assemblée nationale du Québec et représente la circonscription de Laval-des-Rapides du 14 avril 2003 au 4 septembre 2012. Élu en 2003, il est réélu à 2 reprises, soit en mars 2007 et en décembre 2008.
Il occupe les fonctions d'adjoint parlementaire au ministre des Finances, et de membre des Commissions de l'administration publique et des institutions.
Il est membre de la Commission des finances publiques, qu'il préside de juin 2003 à mars 2005 et d'avril 2007 jusqu'à son entrée au gouvernement le 3 février 2011.
Du 15 janvier 2009 au 15 février 2011, il est également adjoint parlementaire au premier ministre Jean Charest, secondant le premier ministre dans le domaine économique et en particulier sur les questions relatives à la productivité et l'innovation.
Le 3 février 2011, il est nommé au Conseil des ministres du Québec à titre de ministre délégué aux Finances, responsable notamment des institutions financières, de la réglementation des marchés financiers et de la protection des épargnants. Il est aussi membre du Comité ministériel de la prospérité économique et du développement durable.
Le 25 mai 2012, en remplacement de Michelle Courchesne, il est nommé ministre responsable des régions de Laval, Lanaudière et des Laurentides, responsabilité qu'il assume en plus de ses autres fonctions.
Lors de l'élection de 2012, il est battu par le candidat du Parti québécois, Léo Bureau-Blouin.

## Implications
Alain Paquet travaille à l'élaboration de nombreux documents d'orientation du parti libéral depuis 1996. Depuis 2003, il est l'initiateur ou étroitement associé à des initiatives gouvernementales, notamment la prime au travail, le soutien aux enfants, la bonification du crédit d'impôt pour maintien à domicile des personnes de plus de 70 ans, la protection des épargnants, la révision de la loi et de la réglementation du courtage immobilier, etc.
En octobre 2008, le comité organisateur de la Nuit des sans-abri de Laval lui a remis le premier Prix hommage lavallois pour ses bonnes actions, son dévouement et son soutien constant dans l'amélioration des conditions des plus démunis de Laval.